# Timo de Jong
Pour les articles homonymes, voir de Jong.
Timo de Jong (né le 28 mars 1999 à Goes) est un coureur cycliste néerlandais, membre de l'équipe VolkerWessels.

## Palmarès et résultats

### Par année
- 2016
  - Tour des Flandres juniors
  - 2e du championnat de Belgique du contre-la-montre par équipes juniors
- 2017
  - Vuelta Ribera del Duero
- 2018
  - 5e étape de la Carpathian Couriers Race
  - 3e de l'Omloop Houtse Linies
- 2019
  - Arden Challenge :
    - Classement général
    - 2e étape
- 2021
  - Clásica Ciudad de Torredonjimeno
  - 1re étape de l'Okolo Jižních Čech (contre-la-montre par équipes)
  - Grote Prijs Dr. Eugeen Roggeman
  - Oost-Vlaamse Sluitingsprijs
  - 3e de l'Omloop van de Braakman
- 2022
  - Ronde van Standdaarbuiten
  - Ronde Heerle
  - 3e du Bloeizone Elfsteden Fryslan
  - 3e de l'Omloop van de Braakman
- 2023
  - Ronde van De Lier
- 2024
  - Kermisronde Bergeijk
  - Prix national de clôture
  - 2e de la Puivelde Koerse
  - 2e de la Coupe Sels
  - 2e de la Bordes Izegem Koers
  - 2e de l'Oost-Vlaamse Sluitingsprijs
  - 3e de l'Omloop van de Braakman
- 2025
  - 2e étape de l'Olympia's Tour
  - Midden-Brabant Poort Omloop
  - 2e de l'Olympia's Tour
  - 2e de la Kemmel Koerse
  - 3e de la Puivelde Koerse

### Classements mondiaux
| Année                                 | 2018  | 2019 | 2020 | 2021 | 2022  | 2023  | 2024  |
| ------------------------------------- | ----- | ---- | ---- | ---- | ----- | ----- | ----- |
| Classement mondial                    | 2457e | nc   | nc   | 644e | 1401e | 1257e | 1306e |
| UCI Europe Tour                       | 1642e | nc   | nc   | 515e | 953e  | nc    | nc    |
|                                       |       |      |      |      |       |       |       |
| Légende : nc = non classéSource : UCI |       |      |      |      |       |       |       |